# Bullacris membracioides
Bullacris membracioides är en insektsart som först beskrevs av Walker, F. 1870.  Bullacris membracioides ingår i släktet Bullacris och familjen Pneumoridae. Inga underarter finns listade i Catalogue of Life.